# Макогонов Володимир Сергійович
Володимир Сергійович Макоѓонов (4 лютого 1939, Харків — 25 грудня 2015, Дніпропетровськ) — український театральний актор і режисер. Заслужений артист УРСР з 1975 року. Чоловік актриси Віри Макогонової.

## Біографія
Народився 4 лютого 1939 року в місті Харкові (нині Україна). 1965 року закінчив Харківський інститут мистецтв, був учнем Валентини Чистякової, Анатолія Літка.
З 1964 року — артист Харківського театру юного глядача; у 1965—1968 роках — артист Харківського українського музично-драматичного театру імені Тараса Шевченка; у 1968—1969 роках — артист Сумського музично-драматичного театру імені Михайла Щепкіна; у 1969—1980 роках — артист Дніпропетровського українського театру юного глядача; у 1980—1982 роках — знову артист Харківського українського музично-драматичного театру імені Тараса Шевченка; у 1982—2013 роках — артист і режисер Дніпропетровського українського театру юного глядача/Дніпропетровського українського молодіжного театру. Помер у Дніпропетровську 25 грудня 2015 року.

## Нагороди
Лауреат Сумської обласної премії імені Пилипа Рудя (1969 ) за виконання ролі Миколи Островського у виставі  Сумського обласного драматичного театру імені М. Щепкіна «Дев’ята симфонія». 

## Творчество

### Зіграв ролі
- Гирявий — «97» Миколи Куліша;
- Борис — «Доки сонце зійде, роса очі виїсть» Марка Кропивницького;
- Я. Картатий — «Собор» за Олесем Гончаром;
- Діжа — «Хто за, хто проти» Павла Загребельного;
- Запорожець — «Планета Сперанта» Олексія Коломійця;
- Юліус Фучик — «Репортаж» за Юліусом Фучиком;
- Андрій — «Тарас Бульба» Миколи Гоголя;
- Понтій Пілат — «Майстер і Маргарита» за Михайлом Булгаковим;
- Городулін — «На всякого мудреця доволі простоти» Олександра Островського;
- Віктор — «Варшавська мелодія» Леоніда Зоріна;
- Лоренцо — «Чума обом родинам вашим» Григорія Горіна;
- Степан Разін — «Я прийшов дати вам волю» за Василем Шукшиним;
- Людина з книгою — «До побачення, хлопчики!» Бориса Балтера;
- Ангел Д — «Божественна комедія» Ісидора Штока;
- Дон Алонсо — «З коханням не жартують» Педро Кальдерона;
- Рішельє — «Три мушкетери» за Алесандром Дюма;
- Цезоній — «Каліґула» Альбера Камю;
- Карл Моор — «Розбійники» Фрідріха Шиллера;
- Альфредо Аморозо — «Філумена Мартурано» Едуардо де Філіппо.

### Поставив вистави
у театрі юного глядача/молодіжному театрі
- «Людина за бортом» Аркадія Школьника (1983);
- «Червона Шапочка» Євгена Шварца (1986);
- «Провінціалки» Ярослава Стельмаха (1987);
- «Чарівні обручки Альманзора» Тамари Габбе (1988);
- «Підступність і кохання» Фрідріха Шиллера (1989);
- «Дві Баби-Яги» Романа Сефа, Тетяни Кареліної (1991);
- «Ай, та братець Кролик!» А. Арцишевського, В. Лимарєва (1992);
- «Ап-чхи! (Царівна-жаба)» Романа Сефа, Г. Еджибії (1994);
- «Лисиця, яка впала з неба» Нелі Шейко-Медведєвої (1994);
- «Синьйор Мяу» Г. Макарчука (1995);
- «Кумедна пригода» Карло Ґольдоні (1995);
- «Троє з Простоквашиного» Едуарда Успенського (1998);
- «Кохання Робін Гуда» Леоніда Філатова (2002);
- «Хто поїде в Канаду?» Т. Клебанської (2004);
- «Принцеса і сажотрус» Леоніда Жуховицького (2006);
- «Веселий Роджер» Даміра Салімзянова (2007);
- «Солом'яний бичок і рок-група „Ко-за-чок“» Всеволода Нестайка (2012).

у театральному училищі/театрально-художньому коледжі
- «Шельменко-денщик» Григорія Квітки-Основ'яненка (1981);
- «Житейське море» Івана Карпенка-Карого (1996);
- «А світанки тут тихі» за Борисом Васильєвим (1996);
- «На всякого мудреця доволі простоти» Олександра Островського (1999);
- «Влада темряви» Льва Толстого (2002);
- «З коханням не жартують» Педро Кальдерона (2010).